# Bearnsk
Bearnsk er en dialekt af gasconsk, der er det lokale navn for occitansk, som er det oprindelige sprog i Frankrig syd for Loire. Det er modersmål for indbyggerne i Béarn, og det taltes endnu ved slutningen af det 20. århundrede meget udbredt, men det er i tilbagegang, til trods for at man har fået oprettet de occitanske skoler, calandretas.
Calandretas (små svaler på gasconsk-occitansk), er tosprogede skoler med undervisning på occitansk og fransk. Det er den occitanske pendant til de bretonske Diwan, de baskiske Ikastola og de nordkatalanske Bressola. Den første calandreta blev åbnet i Pau i 1979.
Historisk set blev bearnsk brugt i officielle tekster med gyldighed i Béarn side om side med fransk indtil den Franske Revolution.

## Sprogbrugere
Ved en tælling i Béarn i 1982 fandt man ud af, at 51 % af befolkningen taler bearnsk, 70 % forstår sproget, mens 85 % er positivt indstillet til en beskyttelse af det.
François Bayrou var kandidat ved præsidentvalget i 2007. Han stammer fra Béarn og taler flydende bearnsk samtidig med, at han har en uddannelse i klassisk litteratur. Under sin tale i Perpignan indtog han en positiv holdning til forsvaret af de regionale sprog.

## Oprindelse
I tidernes morgen talte alle aquitanere sandsynligvis en gammel dialekt, der stod tæt på baskisk. Da romerne trængte ind, sad folket Vernani på Soubestre, og deres hovedby var Beneharnum (det nuværende Lescar). Senere kom visigoterne, frankerne, baskerne, maurerne, og til sidst ødelagde vikingerne Beneharnum i 853.
Floderne var længe kulturelle barrièrer. Jo mere floden og dens omgivende sumpe var betydningsfulde, jo mere vanskeligt var det at frigøre sig af denne tvang. Hvis Gascogne var isoleret af Garonnefloden og blev romaniseret langsomt, så var Béarn – og Soule især – endnu mere isolerede bag Agur (den nuværende Adour), og de nød godt af en ekstra forsinkelse i forhold til de skiftende invasioner. Man kan spore det i visse træk i indskrifter, stednavne, skikke og vaner...Af denne grund er bearnsk forskelligt fra gasconsk, samtidig med at Soulesproget er en variant, som afviger fra det fælles gasconske.
Den romerske civilisation i Béarn var underkastet påvirkninger fra de provencalske og languedocske skoler, den spansk-mauriske kultur og lokale tilpasninger. De rene former af romersk sprog, af occitansk og af fransk var slet ikke gangbare uden for byerne, hvor de blev talt af en lille procentdel af befolkningen. Det foragtede Cagot-folk var ikke bare (som det blev påstået) spedalske, men snarere overlevende fra de dybtgående opblandinger, der blev fremkaldt af krige og flygtningestrømme, oprindelige folk som levede af naturen, afsondret fra de første byer og en begyndende civilisation. De tjente som syndebukke for hver eneste af de økonomiske kriser, epidemier og hungerkatastrofer igennem Middelalderen.
Efter den Franske Revolution gik landbefolkningen i Béarn i franske skoler, hvor lokalsproget var strengt forbudt. Generation efter generation blev påtvunget fransk, og det ligger i tingenes natur, at det også påvirkede lokalsproget.
Men det var en følge af denne seneste sprogpåvirkning og bestemt en lykke, at "den første normalisering af retskrivningen for bearnsk blev besluttet i 1900 af "Gaston Febus-skolen" efter forslag fra fader Édouard Bourciez ved det humanistiske fakultet i Bordeaux, en anerkendt person blandt specialister i de romanske sprog. Retskrivningen fik nogle småændringer i 1905, og arbejder fra professor Jean Bouzet (en grammatik i 1928) og leksikografen Simin Palay (en ordbog i 1932-34) skabte derefter nye muligheder for forbedringer. Af alle de occitanske dialekter er gasconsk det eneste, hvor skrivemåden blev normaliseret af en sproglærd professor.